# Teriak

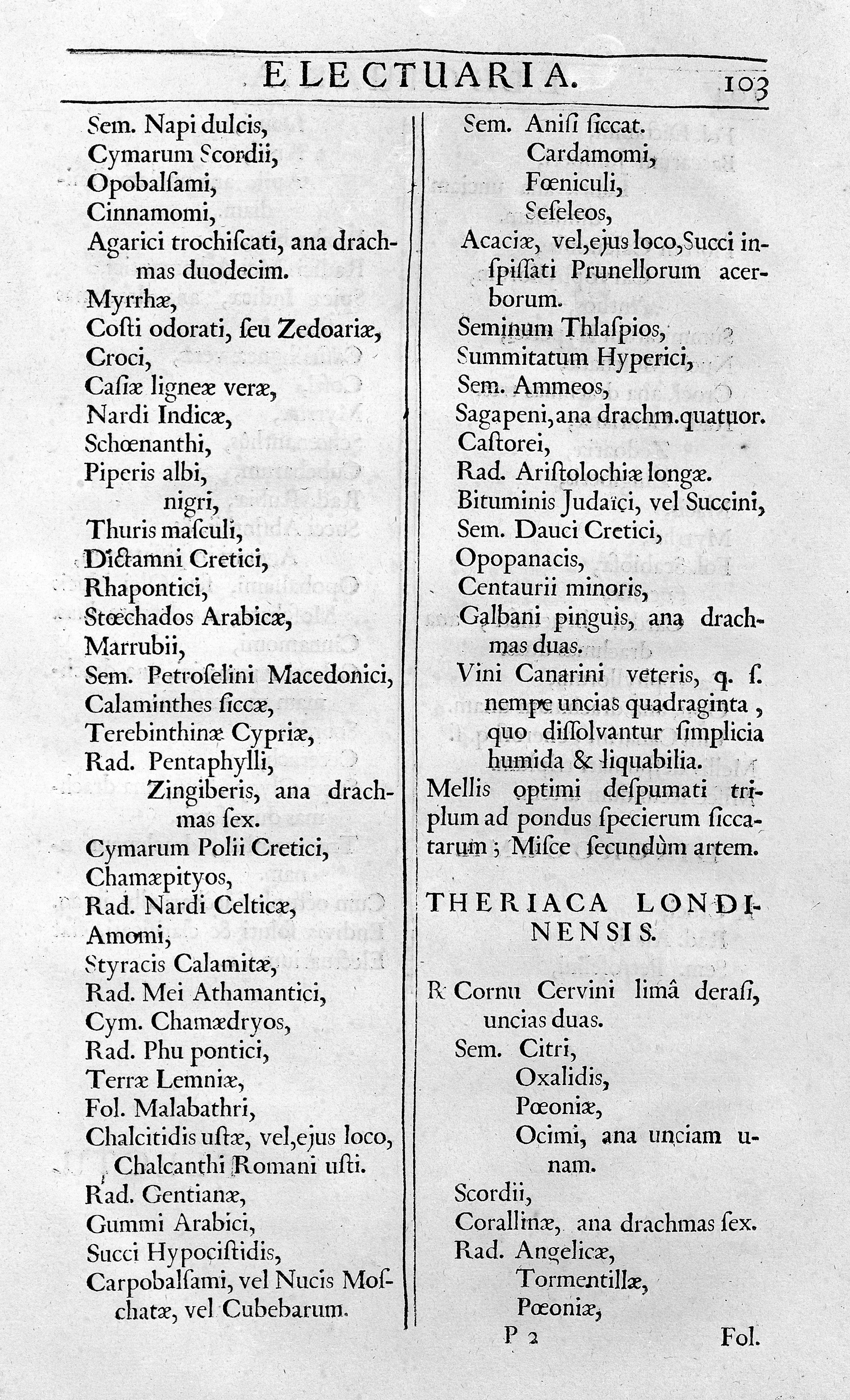
Przepis na teriak z 1677

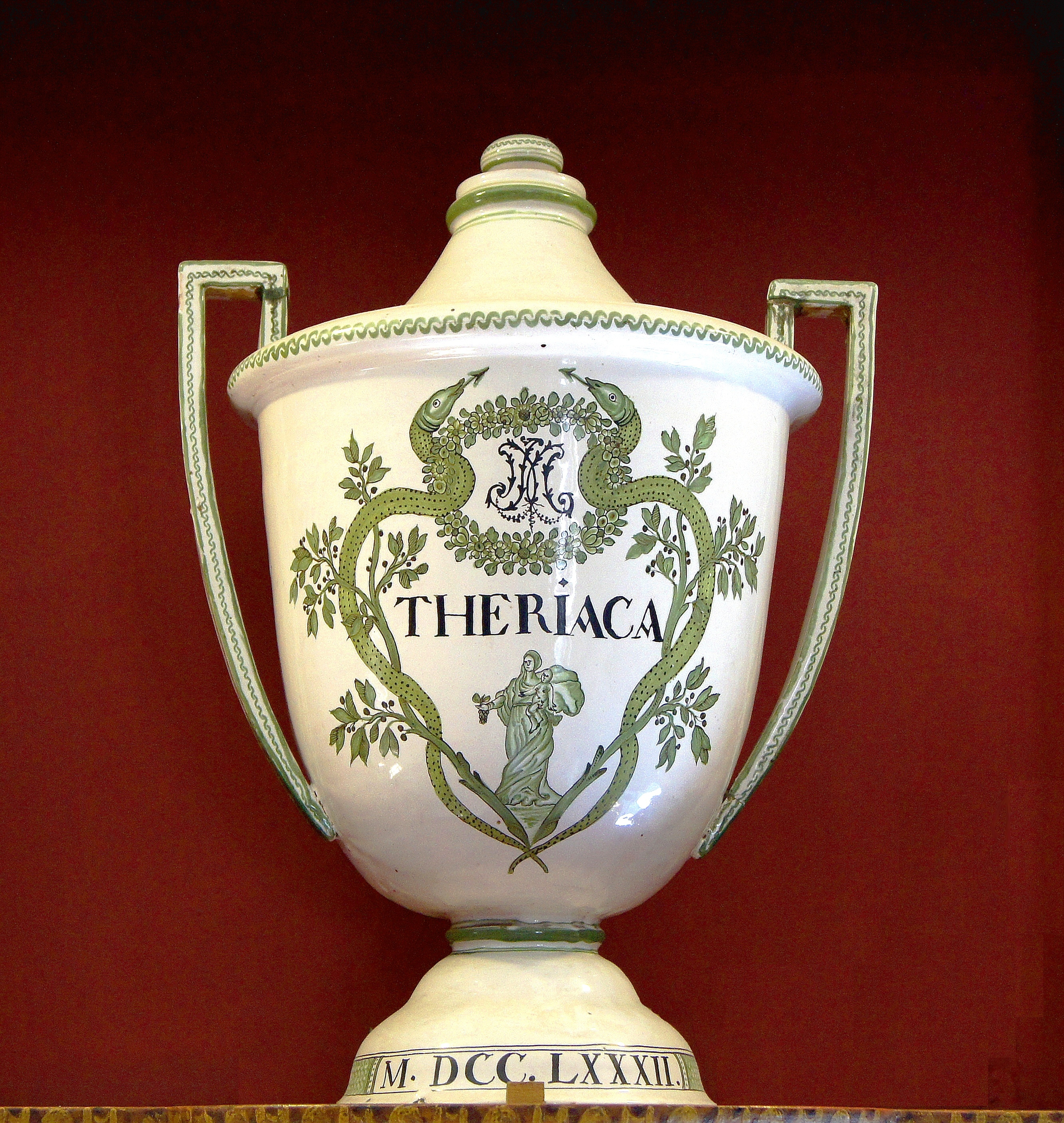
Waza do przechowywania teriaku

Teriak (driakiew, tyriak) – wieloskładnikowa mikstura o konsystencji powideł (łac. electuarium), stosowana w dawnej medycynie, od starożytności aż do XIX wieku włącznie, jako lek na wiele różnorakich dolegliwości oraz jako wszechstronna odtrutka. Do połowy XVIII wieku był uważany za panaceum, a nazwy „driakiew” używano potocznie jako synonim lekarstwa. Był podawany pacjentom doustnie z wodą lub winem, a także był stosowany zewnętrznie na skórę. 
Recepturę teriaku zawierały oficjalne farmakopee, angielska po raz ostatni w 1746 roku, niemiecka jeszcze w 1872 roku, francuska aż do 1884 roku. Na początku XX wieku ostatecznie zaprzestano go wytwarzać w aptekach, uznając za przestarzały i kontrowersyjny pod względem bezpieczeństwa stosowania i efektywności. Współczesna wiedza medyczna pozwala przypuszczać, że niektóre odtrutki zawarte w driakwi mają pewną skuteczność, ale ogólna wartość medyczna teriaku była nieduża, a najważniejszy efekt miało zawarte w nim opium.

## Historia i skład
Pierwowzorem teriaku był mitrydat – uniwersalna odtrutka, będąca mieszaniną kilkudziesięciu składników, powstała na przełomie II i I w. p.n.e. na zlecenie Mitrydatesa VI. Ok. 60 r. n.e. jej skład zmodyfikował lekarz Nerona – Andromachos z Krety. Jego preparat nazwano theriacum (gr. θήρ ‘dzikie zwierzę’), co wiąże się albo z obecnością w składzie sproszkowanych żmij, albo z działaniem przeciwko ich jadowi. Po spopularyzowaniu jego Theriacum Andromachi powstały kolejne odmiany, np.: Theriacum Augustanum, Theriacum reformata, Theriacum mulierum, Theriacum pro familia. Z czasem jego stosowanie rozszerzano na przeciwdziałanie wszelkim truciznom, a wreszcie innym chorobom. Oprócz ochrony przed morowym powietrzem, do listy objawów, które miał leczyć, dodano: ból głowy, słaby wzrok i słuch, plucie krwią, zaburzenia trawienia, a w zależności od choroby zalecano odpowiednie dawkowanie. W czasie zarazy zalecano smarowanie nim zębów.
Mimo sceptycyzmu niektórych uczonych (np. Pliniusza Starszego) teriak Andromacha zyskał popularność i razem z mitrydatem stał się już w starożytności jednym z najczęściej stosowanych antidotów i panaceów. W ramach walki z fałszerstwem w wielu europejskich miastach od XVI w. teriak przyrządzano publicznie na rynku miejskim. Prawo do jego produkcji mieli licencjonowani przez uniwersytety aptekarze, a publiczny proces wytwarzania trwający od 2 do 5 dni nadzorowali aptekarze, lekarze i rajcy. Produkt był pakowany do specjalnych puszek i pieczętowany. Również wytwarzanie półproduktów, np. pastylek żmijowych, było licencjonowane. Aptekarze z odpowiednimi dyplomami reklamowali się, wystawiając przed apteką gablotę z żywymi wężami. Mimo dobrej opinii wszechstronnego leku teriak nie wyparł innych, prostszych środków. Nie wszystkich było na niego stać, a nawet jeżeli był zalecany, to w niektórych przypadkach jako lek drugiego wyboru.
Teriak był mieszaniną różnych składników: soków roślinnych, żywic, środków pochodzenia zwierzęcego, miodu, proszków mineralnych oraz klejów. Najważniejszymi składnikami miały być: ruta, figi, orzechy i krew kaczki. Według różnych źródeł mitrydat składał się z około 40–50 składników. Andromach zwiększył ich liczbę w teriaku do 64–89, dodając m.in. proszku z cebulicy, opium i sproszkowanych żmij. W jego skład ponadto mogły wchodzić: olej aloesowy, kadzidło, glinka, lukrecja, szafran, waleriana, rabarbar, koper, terpentyna, imbir, gorczyca, cynamon, pieprz, kastoreum, kosaciec, caryophyllum (goździk lub goździki), goryczka, anyżek, kardamon, calamus (być może kalamus lub tatarak), różne balsamy i żywice (opobalsammum, mirra, styraks, guma arabska, opoponaks, galbanum), asfalt naturalny (bitumen judaicum), terra lemnia vera oraz wino. W praktyce różne receptury miały różny skład (np. z czasem miód zaczęto zastępować syropem cukrowym) i nawet obecność sproszkowanych żmij nie była konieczna do określania specyfiku nazwą teriak. Z takiej masy wyrabiano trociczki, czyli małe krążki. 
W farmakopeach teriakami określano również ogólnie jady węży stosowane do produkcji leków. W polskim nazewnictwie botanicznym nazwę „driakiew” współcześnie nosi rodzaj roślin o nazwie naukowej Scabiosa. W przeszłości oprócz nich tą nazwą (w różnej pisowni) określano także następujące rodzaje lub gatunki: świerzbnica polna, chaber driakiewnik, Imperatoria (prawdopodobnie gorysz), czarcikęs, Trichera arvensis (gatunek współcześnie niewyróżniany); driakwią bydlęcą nazywano natomiast starca Jakubka. W języku angielskim od słowa theriac pochodzi nazwa syropu cukrowego treacle.